# Lampaul-Ploudalmézeau
Lampaul-Ploudalmézeau is een gemeente in het Franse departement Finistère (regio Bretagne) en telt 664 inwoners (2004). De plaats maakt deel uit van het arrondissement Brest.

## Geografie
De oppervlakte van Lampaul-Ploudalmézeau bedraagt 6,3 km², de bevolkingsdichtheid is 105,4 inwoners per km².
De onderstaande kaart toont de ligging van Lampaul-Ploudalmézeau met de belangrijkste infrastructuur en aangrenzende gemeenten.

## Demografie
Onderstaande figuur toont het verloop van het inwonertal (bron: INSEE-tellingen).
1. ↑  Populations de référence 2022.